# لیساندرو ترامونی
لیساندرو ترامونی (انگلیسی: Lisandru Tramoni؛ زادهٔ ۱۸ آوریل ۲۰۰۳) بازیکن فوتبال است.
از باشگاه‌هایی که در آن بازی کرده‌است می‌توان به باشگاه فوتبال آژاکسیو اشاره کرد.
وی همچنین در تیم‌های ملی فوتبال France national under-16 football team و زیر ۱۷ سال فرانسه بازی کرده‌است.